# British Darts Organisation
De British Darts Organisation of BDO was een Britse dartsbond. De organisatie werd op 7 januari 1973 door Olly Croft opgericht en organiseerde jaarlijkse grote dartstoernooien, waaronder de World Professional Darts Championship, het officieuze WK, en de World Masters, die ook tot de vier grootste jaarlijkse dartstoernooien behoorde. Mede door het organiseren van deze toernooien werd de BDO beschouwd als de grootste nationale dartbond. De bond beschouwde de World Professional Darts Championship, de BDO World Trophy, de Finder Darts Masters en de Winmau World Masters als de vier hoofdtoernooien.
Vanwege een conflict stapten enkele BDO-darters in 1992 uit de bond en richtten ze hun eigen bond op, de World Darts Council (WDC), later hernoemd tot PDC.
In september 2020 viel na zevenenveertig jaar het doek voor de Britse dartsbond, nadat hij al lange tijd in financiële problemen verkeerde.

## Bekende Nederlandse en Belgische leden

### Leden tot opheffing in 2020
| - Jeroen Geerdink (2012–2020) - Aileen de Graaf (2012–2020) - Toon Greebe (2010–2012) & (2015–2020) - Rick Hofstra (2001–2007) & (2007–2020) - Karin Krappen (2002–2020) - Willem Mandigers (2009–2020) - Dennie Olde Kalter (2019–2020) | - Sharon Prins (2006–2020) - Fabian Roosenbrand (2006–2012) & (2014–2020) - Richard Veenstra (2009–2020) - Gino Vos (2008–2012) & (2015–2020) - Anca Zijlstra (2011–2020) - Chris Landman (2016–2020) |

### Voormalige leden
| - Raymond van Barneveld (1984–2006) - Mieke de Boer (2002–2005) - André Brantjes (2003–2006) - Erik Clarys (1989–2004) - Jan Dekker (2008–2015) - Dick van Dijk (2003–2007) & (2009–2010) - Dirk van Duijvenbode (2010–2011) - Remco van Eijden (2004–2008) & (2010–2015) - Albertino Essers (2001–2008) - Michael van Gerwen (2003–2007) - Jeffrey de Graaf (2011–2016) - Jerry Hendriks (2003–2012) - Jimmy Hendriks (2010–2017) - Francis Hoenselaar (1994–2012) - Michel van der Horst (2009–2016) - Kim Huybrechts (2006–2011) - Ronny Huybrechts (1989–1997) & (2005–2012) - Christian Kist (2009–2014) - Jelle Klaasen (2003–2007) - Leo Laurens (1988–1999) - Luc Marreel (1981–1990) - Geert De Vos (2005–2018) | - Edwin Max (2006–2012) - Ron Meulenkamp (2006–2014) - Mareno Michels (2004–2010) - Arjan Moen (2001–2003) & (2005–2011) - Danny Noppert (2012–2018) - Benito van de Pas (2009–2014) - Berry van Peer (2013–2015) - Jan van der Rassel (2002–2004) & (2010–2012) - Niels de Ruiter (2004–2009) - Roland Scholten (1992–2000) - Co Stompé (1995–2008) & (2014–2015) - Dimitri Van den Bergh (2012–2013) - Jilles Vermaat (1970–1990) - Bert Vlaardingerbroek (1986–1999) - Rico Vonck (2006–2008) - Vincent van der Voort (2001–2007) - Jermaine Wattimena (2008–2014) - Willy van de Wiel (2007–2016) - Jeffrey de Zwaan (2011–2015) - Justin van Tergouw (2015–2017) & (2018) - Wesley Harms (2008–2020) |

## Toernooien tot en met 2020

### Lakeside World Professional Championship
De World Championship was het grootste toernooi dat werd georganiseerd door de BDO. Het werd van 1978 tot 2019 jaarlijks gehouden in de Lakeside Country Club in Frimley Green en vanaf 2020 zou het toernooi plaatsvinden in The O2 in Londen. Het toernooi werd opgericht in 1978 als een harmonieuze World Championship, voordat het in 1994 een competitieve (PDC World Championship) vorm kreeg.
Er waren bij de heren drieëntwintig verschillende spelers die het toernooi wonnen, waarvan Eric Bristow de meeste BDO World-titels (vijf titels) won, gevolgd door Raymond van Barneveld met vier titels. Sinds 2001 startte de BDO met de dames, waarbij Trina Gulliver de meeste BDO World-titels (tien titels) won.

#### Winnaars (1978–2020)
Heren:
| Speler                | Gewonnen | Jaar                         |
| --------------------- | -------- | ---------------------------- |
| Eric Bristow          | 5        | 1980, 1981, 1984, 1985, 1986 |
| Raymond van Barneveld | 4        | 1998, 1999, 2003, 2005       |
| John Lowe             | 3        | 1979, 1987, 1993             |
| Martin Adams          | 3        | 2007, 2010, 2011             |
| Glen Durrant          | 3        | 2017, 2018, 2019             |
| Jocky Wilson          | 2        | 1982, 1989                   |
| Phil Taylor           | 2        | 1990, 1992                   |
| Ted Hankey            | 2        | 2000, 2009                   |
| Scott Waites          | 2        | 2013, 2016                   |
| Leighton Rees         | 1        | 1978                         |
| Keith Deller          | 1        | 1983                         |
| Bob Anderson          | 1        | 1988                         |
| Dennis Priestley      | 1        | 1991                         |
| John Part             | 1        | 1994                         |
| Richie Burnett        | 1        | 1995                         |
| Steve Beaton          | 1        | 1996                         |
| Les Wallace           | 1        | 1997                         |
| John Walton           | 1        | 2001                         |
| Tony David            | 1        | 2002                         |
| Andy Fordham          | 1        | 2004                         |
| Jelle Klaasen         | 1        | 2006                         |
| Mark Webster          | 1        | 2008                         |
| Christian Kist        | 1        | 2012                         |
| Stephen Bunting       | 1        | 2014                         |
| Scott Mitchell        | 1        | 2015                         |
| Wayne Warren          | 1        | 2020                         |

Dames:
| Speler                 | Gewonnen | Jaar                                                       |
| ---------------------- | -------- | ---------------------------------------------------------- |
| Trina Gulliver         | 10       | 2001, 2002, 2003, 2004, 2005, 2006, 2007, 2010, 2011, 2016 |
| Lisa Ashton            | 4        | 2014, 2015, 2017, 2018                                     |
| Anastasia Dobromyslova | 3        | 2008, 2012, 2013                                           |
| Mikuru Suzuki          | 2        | 2019, 2020                                                 |
| Francis Hoenselaar     | 1        | 2009                                                       |

### World Masters
De World Masters was het langstlopende BDO-toernooi sinds de oprichting in 1974. Het was na de Lakeside World Professional Championship het grootste toernooi van de BDO. Sinds 2002 werd het toernooi gehouden in Bridlington. Sinds de oprichting in 1974 waren er slechts zeven spelers die het toernooi vaker dan een keer wisten te winnen. Eric Bristow wist het toernooi het vaakst te winnen (vijf keer).

#### Winnaars (1974–2019)
Heren:
| Speler                | Gewonnen | Jaar                         |
| --------------------- | -------- | ---------------------------- |
| Eric Bristow          | 5        | 1977, 1979, 1981, 1983, 1984 |
| Bob Anderson          | 3        | 1986, 1987, 1988             |
| Martin Adams          | 3        | 2008, 2009, 2010             |
| John Lowe             | 2        | 1976, 1980                   |
| Dave Whitcombe        | 2        | 1982, 1985                   |
| Raymond van Barneveld | 2        | 2001, 2005                   |
| Stephen Bunting       | 2        | 2012, 2013                   |
| Glen Durrant          | 2        | 2015, 2016                   |
| Cliff Inglis          | 1        | 1974                         |
| Alan Evans            | 1        | 1975                         |
| Ronnie Davies         | 1        | 1978                         |
| Peter Evison          | 1        | 1989                         |
| Phil Taylor           | 1        | 1990                         |
| Rod Harrington        | 1        | 1991                         |
| Dennis Priestley      | 1        | 1992                         |
| Steve Beaton          | 1        | 1993                         |
| Richie Burnett        | 1        | 1994                         |
| Erik Clarys           | 1        | 1995                         |
| Colin Monk            | 1        | 1996                         |
| Graham Hunt           | 1        | 1997                         |
| Les Wallace           | 1        | 1998                         |
| Andy Fordham          | 1        | 1999                         |
| John Walton           | 1        | 2000                         |
| Mark Dudbridge        | 1        | 2002                         |
| Tony West             | 1        | 2003                         |
| Mervyn king           | 1        | 2004                         |
| Michael van Gerwen    | 1        | 2006                         |
| Robert Thornton       | 1        | 2007                         |
| Scott Waites          | 1        | 2011                         |
| Martin Phillips       | 1        | 2014                         |
| Krzysztof Ratajski    | 1        | 2017                         |
| Adam Smith-Neale      | 1        | 2018                         |
| John O'Shea           | 1        | 2019                         |

Dames:
| Speler                 | Gewonnen | Jaar                               |
| ---------------------- | -------- | ---------------------------------- |
| Trina Gulliver         | 6        | 2000, 2002, 2003, 2004, 2005, 2016 |
| Mandy Solomons         | 4        | 1988, 1989, 1993, 1997             |
| Francis Hoenselaar     | 3        | 1999, 2006, 2008                   |
| Lisa Ashton            | 3        | 2011, 2018, 2019                   |
| Kathy Wones            | 2        | 1984, 1986                         |
| Julie Gore             | 2        | 2010, 2012                         |
| Deta Hedman            | 2        | 1994, 2013                         |
| Ann Marie Davies       | 1        | 1982                               |
| Sonja Ralphs           | 1        | 1983                               |
| Lillian Barnett        | 1        | 1985                               |
| Ann Thomas             | 1        | 1987                               |
| Rhian Speed            | 1        | 1990                               |
| Sandy Reitan           | 1        | 1991                               |
| Leeanne Maddock        | 1        | 1992                               |
| Sharon Colclough       | 1        | 1995                               |
| Sharon Douglas         | 1        | 1996                               |
| Karen Smith            | 1        | 1998                               |
| Anne Kirk              | 1        | 2001                               |
| Karin Krappen          | 1        | 2007                               |
| Linda Ithurralde       | 1        | 2009                               |
| Anastasia Dobromyslova | 1        | 2014                               |
| Aileen de Graaf        | 1        | 2015                               |
| Lorraine Winstanley    | 1        | 2017                               |

### BDO World Trophy
De BDO World Trophy was een internationaal dartstoernooi dat jaarlijks sinds 2014 werd gehouden in de Blackpool Tower te Blackpool. Het dartstoernooi werd jaarlijks in februari georganiseerd door de British Darts Organisation (BDO).

#### Winnaars (2014–2019)
Heren:
| Speler        | Gewonnen | Jaar |
| ------------- | -------- | ---- |
| James Wilson  | 1        | 2014 |
| Geert De Vos  | 1        | 2015 |
| Darryl Fitton | 1        | 2016 |
| Peter Machin  | 1        | 2017 |
| Glen Durrant  | 1        | 2018 |
| Jim Williams  | 1        | 2019 |

Dames:
| Speler                 | Gewonnen | Jaar             |
| ---------------------- | -------- | ---------------- |
| Lisa Ashton            | 3        | 2015, 2016, 2019 |
| Anastasia Dobromyslova | 1        | 2014             |
| Aileen de Graaf        | 1        | 2017             |
| Fallon Sherrock        | 1        | 2018             |

### Finder Darts Masters
De Finder Darts Masters was een dartstoernooi dat jaarlijks sinds 2000 werd gehouden (2006 uitgezonderd) in Hotel Zuiderduin, Egmond aan Zee. Sinds 2008 was dit toernooi ook toegankelijk voor de dames. Het toernooi werd in december gespeeld en gold als opwarmtoernooi voor het BDO World Darts Championship. In 1995 en 1996 werd de European Grand Masters georganiseerd, dat kan worden gezien als voorloper van de Finder Darts Masters.

#### Winnaars (1995–1996, 2000–2018)
Heren:
| Speler                | Gewonnen | Jaar                   |
| --------------------- | -------- | ---------------------- |
| Raymond van Barneveld | 4        | 1995, 2001, 2003, 2004 |
| Glen Durrant          | 3        | 2015, 2016, 2018       |
| Martin Adams          | 2        | 1996, 2000             |
| Gary Anderson         | 2        | 2007, 2008             |
| Tony David            | 1        | 2002                   |
| Mervyn King           | 1        | 2005                   |
| Darryl Fitton         | 1        | 2009                   |
| Ross Montgomery       | 1        | 2010                   |
| Scott Waites          | 1        | 2011                   |
| Stephen Bunting       | 1        | 2012                   |
| James Wilson          | 1        | 2013                   |
| Jamie Hughes          | 1        | 2014                   |
| Danny Noppert         | 1        | 2017                   |

Dames:
| Speler                 | Gewonnen | Jaar             |
| ---------------------- | -------- | ---------------- |
| Anastasia Dobromyslova | 3        | 2012, 2014, 2016 |
| Deta Hedman            | 2        | 1996, 2011       |
| Lisa Ashton            | 2        | 2008, 2018       |
| Aileen de Graaf        | 2        | 2013, 2017       |
| Francis Hoenselaar     | 1        | 1995             |
| Julie Gore             | 1        | 2009             |
| Trina Gulliver         | 1        | 2010             |
| Fallon Sherrock        | 1        | 2015             |

## Voormalige Grand Slam-toernooien
- BDO World Darts Championship (1978–2020)
- Winmau/One80 L-style World Masters (1974–2019)
- BDO World Trophy (2014–2019)
- Finder Darts Masters (1995–2018)
- Topic International Darts League (2003–2007)
- Bavaria World Darts Trophy (2002–2007)